# Утакмице фудбалске репрезентације Мађарске 1915.
| Домаћин · 1915 | Гост · 1915 |

Фудбалска репрезентација Мађарске је током 1915. године играла укупно четири утакмце, све против Аустрије, са наизменичним успехом: Аустрија је победила два пута, Мађарска два пута.
Савезни капетан националног тима је био:
- Миндер Фриђеш

## Утакмице
| Мађарска                         | 2 : 5 (1 : 2) | Аустрија                                             |
| -------------------------------- | ------------- | ---------------------------------------------------- |
| Седлачек 44’ (а.г.) · Патаки 71’ | Извештај      | Студницка 26’ 46’ · Кутан 36’ · Хоел 55’ · Ерлих 87’ |

| Аустрија   | 1 : 2 (0 : 2) | Мађарска               |
| ---------- | ------------- | ---------------------- |
| Сватош 80’ | Извештај      | Шлосер 5’ · Борбаш 22’ |

| Аустрија                       | 4 : 2 (2 : 1) | Мађарска                   |
| ------------------------------ | ------------- | -------------------------- |
| Хајнцл 20’ 26’ · Бауер 65’ 85’ | Извештај      | Шлосер 14’ · Кертес II 52’ |

| Мађарска                                         | 6 : 2 (2 : 1) | Аустрија                  |
| ------------------------------------------------ | ------------- | ------------------------- |
| Кертес II 7’ · Шафер 21’ 75’ 90’ · Потја 58’ 76’ | Извештај      | Кутан 25’ · Студницка 80’ |

Састав репрезентације Мађарске на 54. утакмици
Карољ Жак, Ђерђ Кесеги, Ференц Чидер, Ђула Биро, Емил Раухмаул, Ференц Кочиш (1891), Енгелберт Клемент, Калман Конрад, Михаљ Патаки, Имре Шлосер, Гашпар Борбаш
- Селектор: Миндер[2]

Састав репрезентације Мађарске на 55. утакмици
Мишка Кнап, Бела Ревес, Ференц Чидер, Јанош Ваничек, Јене Конрад I, Адолф Кертес III, Иштван Тот Потја, Вилмош Кертес II, Михаљ Патаки, Имре Шлосер, Гашпар Борбаш
- Селектор: Миндер[3]

Састав репрезентације Мађарске на 56. утакмици
Мишка Кнап, Имре Пајер, Ференц Чидер, Ђула Биро, Бела Керлинг, Адолф Кертес III, Иштван Тот Потја, Вилмош Кертес II, Калман Конрад, Имре Шлосер, Гашпар Борбаш
- Селектор: Миндер[4]

Састав репрезентације Мађарске на 57. утакмици
Карољ Жак, Имре Пајер, Ференц Чидер, Ђула Биро, Адолф Кертес III, Елемер Ковач, Иштван Тот Потја, Вилмош Кертес II, Имре Шлосер, Алфред Шафер, Гашпар Борбаш
- Селектор: Миндер[5]

## Играчи репрезентације
| - Имре Пајер - Имре Шлосер - Гашпар Борбаш - Карољ Жак - Михаљ Патаки - Бела Керлинг |